# الأبلق
قرية الأبلق هي إحدى القرى التابعة لمركز صدفا في محافظة أسيوط في جمهورية مصر العربية. حسب إحصاءات سنة 2006، بلغ إجمالي السكان في الأبلق 1797 نسمة، منهم 939 رجل و858 امرأة.